# Novoselivka, Jovtnevîi
Novoselivka (în ucraineană Новоселівка, în germană Halbstadt) este un sat în așezarea urbană Pervomaiske din raionul Jovtnevîi, regiunea Mîkolaiiv, Ucraina. Satul a fost locuit de germanii pontici.  

## Demografie
Componența lingvistică a localității Novoselivka
     Ucraineană (95,17%)
     Rusă (2,82%)
     Română (1,21%)
     Alte limbi (0,8%)
Conform recensământului din 2001, majoritatea populației localității Novoselivka era vorbitoare de ucraineană (95,17%), existând în minoritate și vorbitori de rusă (2,82%) și română (1,21%).